# FESPACO
Afrykański Festiwal Filmu i Telewizji w Wagadugu (Festival panafricain du cinéma et de la télévision de Ouagadougou lub FESPACO) – największy i najważniejszy afrykański festiwal filmowy utworzony w 1969 roku, organizowany co 2 lata w Wagadugu, Burkina Faso. FESPACO rozpoczyna się dwa tygodnie po ostatniej sobocie lutego na Stadionie Narodowym. Najbardziej prestiżową nagrodą przyznawaną obecnie na festiwalu jest "ETALON de Yennenga" (Stallion of Yennenga), nazwana tak w nawiązaniu do legendarnego założyciela imperium Mossi.